# República de Sonora
A República de Sonora (em inglês:  Republic of Sonora, em castelhano:  República de Sonora) foi um estado proclamado pelo flibusteiro estadunidense William Walker em 1854, durante sua primeira campanha na América Latina.

## História
A corrida do ouro na Califórnia atraiu milhares de estadunidenses e imigrantes europeus e asiáticos para a costa do Pacífico, que estavam procurando por fortuna. William Walker chegou à Califórnia em 1849, onde entrou em contato com as ideias expansionistas dos latifundiários da Califórnia e, em 1853, visitou o México buscando permissão do governo para colonizar o território mexicano com colonos estadunidenses, o qual seria rechaçado pelo governo mexicano.
Determinado a atingir seu objetivo, em outubro desse mesmo ano invadiu a península da Baixa Califórnia, tomou La Paz e proclamou a República de Baja California, nomeando-se presidente. Então, mudaria sua base para Ensenada de todos los Santos, devido as ações militares mexicanas. Lá proclamaria a República de Sonora e abolira a República da Baja California, integrando-a em 10 de janeiro de 1854.
Esse fato despertou o interesse dos grandes latifundiários em San Francisco, alguns dos quais haviam financiado a expedição em troca de terras no México assim que a expedição de Walker triunfasse. No entanto, Walker nunca conseguiu aproveitar a popularidade do seu projeto. A grave falta de suprimentos, o descontentamento dentro de seu grupo e uma resistência inesperadamente forte pelo governo mexicano rapidamente forçaram Walker a se retirar. 
De volta à Califórnia, Walker foi julgado por realizar uma guerra ilegal. O juiz indicou que Walker era culpado de violar o tratado de paz acordado pelos Estados Unidos e o México após a Guerra Mexicano-Americana (1846-1848). No entanto, a doutrina do Destino Manifesto e, consequentemente, seu projeto de flibustaria eram populares no sul e oeste dos Estados Unidos. Devido a isso, o júri levou apenas oito minutos para absolvê-lo. 